# Who's Missing
Who's Missing é uma coletânea de canções raras e inéditas da banda de rock britânica The Who. Sua segunda parte, Two's Missing, foi lançada em 11 de abril de 1987.

## Faixas
Todas as canções compostas por Pete Townshend, exceto onde especificado em contrário.

### Lado A
1. "Shout and Shimmy" (Brown) – 3:18
2. "Leaving Here" (Holland-Dozier-Holland) – 2:50
3. "Anytime You Want Me" (Ragovoy, Mimms) – 2:36
4. "Lubie (Come Back Home)" (Paul Revere, Mark Lindsay) – 3:40
5. "Barbara Ann" (Fassert) – 2:01
6. "I'm a Boy" – 2:38

### Lado B
1. "Mary Anne with the Shaky Hand" – 3:17
2. "Heaven and Hell" (Entwistle) – 3:33
3. "Here For More" (Daltrey) – 2:27
4. "I Don't Even Know Myself" – 4:59
5. "When I Was a Boy" (Entwistle) – 3:30
6. "Bargain" (ao vivo em 1971) – 6:18